# Oddolna demokracja
Oddolna demokracja (ang. grassroots) – tendencja w polityce do oddawania w ręce jak najmniejszych terytorialnych wspólnot międzyludzkich możliwie jak największych kompetencji. Zamiast w ręce wybieranych w wyborach przedstawicieli, decyzje pozostawia się samym mieszkańcom, co ma doprowadzić do sytuacji, kiedy decyzje mające wpływ na ogół ludzi na danym terenie były podejmowane przez ich samych, a nie zatomizowanych „reprezentantów”. Dostęp do podejmowania tych decyzji nie może wedle zwolenników tego stanu rzeczy być ograniczony z jakichkolwiek powodów, np. majętności.
W przeciwieństwie do systemów ogólnokrajowych i globalnych mniejsza jest tu skala władzy i jej źródło (od dołu do góry, a nie odwrotnie), natomiast zamiast opierać się na wybieranych przedstawicielach, zachęca każdego z lokalnej społeczności do wypowiedzenia się na temat jej problemów i zadań.